# John Taylor (studioso)
John Taylor (Shrewsbury, 22 giugno 1704 – Londra, 4 aprile 1766) è stato un letterato e filologo classico inglese.

## Biografia
Taylor nacque a Shrewsbury, nello Shropshire, in Inghilterra, nel 1704. Figlio di un barbiere, riuscì a studiare al St John's College di Cambridge grazie alla generosità di un cliente del padre.
Nel 1732 fu nominato bibliotecario e nel 1734 registrary dell'università. In seguito prese i voti e divenne rettore ecclesiastico di Lawford nell'Essex. Divenne poi arcidiacono di Buckingham  nel 1753 e canonico di St Paul's nel 1757. Morì a Londra il 4 aprile 1766. Una scuola prende il suo nome nel villaggio di Barton-under-Needwood, nello Staffordshire.

## Opere
Taylor è stato uno studioso di letteratura classica inglese. È anche conosciuto per le sue edizioni di alcuni oratori greci, ad esempio Lisia (1739); Demostene Contra Leptinem (1741) e Contra Midiam (1743). Anche i suoi Elements of Civil Law (1755) meritano attenzione. 
Fu duramente attaccato da William Warburton, nella sua The Divine Legation of Moses, a causa di una divergenza di opinioni riguardo alla persecuzione dei primi cristiani (ma soprattutto perché Taylor aveva parlato in modo denigratorio del suo livello culturale).